# لوسون صباح
لوسون صباح (بالإنجليزية: Lawson Sabah)‏ هو لاعب كرة قدم غاني في مركز الوسط، ولد في 2 أبريل 1997 في أكرا في غانا. شارك مع منتخب غانا تحت 17 سنة لكرة القدم. أما مع النوادي، فقد لعب مع نادي غوتبورغ.

## وصلات خارجية
- لوسون صباح على موقع الاتحاد الأوربي (الإنجليزية)
- لوسون صباح على موقع اتحاد السويد (السويدية)
- لوسون صباح على موقع قاعدة بيانات كرة القدم.إي يو (الإنجليزية)
- لوسون صباح على موقع Soccerway.com (الإنجليزية)